# Балаклава (фільм)
Балаклава — британський німий військовий фільм 1928 року, знятий Морісом Елві та Мілтоном Росмером, із Сирілом МакЛаґленом, Бенітою Х'юмом, Альфом Годдардом, Гарольдом Хатом і Воллі Патчем у головних ролях. В сюжеті фільму мова йде про офіцера британської армії у відставці, який завербовується рядовим для участі в Кримській війні і де йому вдається захопити головного російського шпигуна. Кульмінацією фільму є «Атака легкої бригади». Фільм створений на студії Gainsborough Pictures, в якій Девід Лін працював асистентом виробництва. Епізоди звинувачень були зняті в Лонг-Веллі в Олдершоті в Гемпширі.

## Актори
- Сиріл МакЛаглен в ролі Джона Кеннеді
- Беніта Х'юм в ролі Джин МакДональд
- Альф Годдард у ролі Ноббі
- Майлз Мендер у ролі капітана Гарднера
- Дж. Фішер Уайт — лорд Реглан
- Генрі Моллісон у ролі друга в'язня
- Бетті Болтон в ролі Наташі
- Роберт Холмс — отець Миколай
- Гарольд Хат — капітан Нолан, ад'ютант
- Воллі Патч у ролі солдата Стренга
- Г. Сент-Барб Вест як прокурор
- Борис Раневський — цар
- Воллес Боско в ролі лорда Палмерстона
- Маріан Драда в ролі королеви Вікторії

## Виробництво
Частини Балаклави були перезняті під керівництвом Мілтона Росмера з діалогами, написаними Робертом Стівенсоном, і були перевидані з використанням синхронізованого саундтреку в квітні 1930 року.